# Людвіґ Дам
Людвіґ Дам (дан. Ludvig Dam, 24 березня 1884 — 29 березня 1972) — данський плавець.
Срібний медаліст Олімпійських Ігор 1908 року.